# 1345
1345 је била проста година.

## Догађаји

### Јун
- 7. јул – Битка код Перитериона

### Септембар
- 25. септембар — После три године безуспешних покушаја, српски цар Душан је освојио Сер, чиме је дошао у посед путева који су водили у Тракију и ка полуострву Халкидики.